# イタリア海軍艦艇一覧
イタリア海軍艦艇一覧は、イタリア海軍が過去保有した、または現在保有する、または将来保有する予定の、未完成・計画中止を含めた歴代艦艇一覧である。
凡例

## 現有勢力（2024年時点）
- 国防予算：311億ドル[1]
- 海軍人員：2万6,200名[1]
- 艦船隻数：107隻（排水量20t以上）[1]

潜水艦×8
212A型×4
改サウロ級×4
航空母艦（空母）×2
カブール
ジュゼッペ・ガリバルディ
駆逐艦×4
アンドレア・ドリア級×2
デ・ラ・ペンヌ級×2
フリゲート×11
カルロ・ベルガミーニ級×10
哨戒艦×13
パタロ・タオン・ディ・レヴェル級×3
哨戒艇×4
ドック型輸送揚陸艦×3
揚陸艇×9
掃海艇×10
測量/調査艦艇×5
試験艦×2
情報収集艦×1
練習艦艇×8
補給艦×4
給油艦×6
給水艦×3
灯台補給艦×5
輸送艦×6
救難艦×1
航洋曳船×2
- 航空機数：105機[1]

艦載固定翼機×21
艦載ヘリコプター×77
陸上固定翼機×7
- イタリア沿岸警備隊：船艇67隻、航空機19機（その他税関船艇多数を保有）[1]

## 艦艇一覧（近代海軍以前）

### ガレオン
- カンディア（Candia）
- サンティッシマ・マードレ（Santissima Madre）

## 艦艇一覧（近代海軍）

### 主力艦

#### 戦艦
戦列艦
- レ・ガラントゥオーモ（イタリア語版） (Re Galantuomo)

草創期の戦艦
- フォルミダビーレ級 - 2隻
  - フォルミダビーレ (Formidabile)
  - テリビーレ (Terribile)

- プリンチペ・ディ・カリニャーノ級 - 3隻
  - プリンチペ・ディ・カリニャーノ（イタリア語版、英語版） (Principe di Carignano)
  - メッシーナ（イタリア語版、英語版） (Messina)
  - コンテ・ヴェルデ（イタリア語版、英語版） (Conte Verde)

- レ・ディタリア級 - 2隻
  - レ・ディタリア (Re d'Italia)
  - レ・ディ・ポルトガッロ (Re di Portgallo)

- レジナ・マリア・ピア級 - 4隻
  - レジナ・マリア・ピア（イタリア語版、英語版） (Regina Maria Pia)
  - サン・マルティーノ（イタリア語版、英語版） (San Martino)
  - カステルフィダルド（イタリア語版、英語版） (Castelfidardo)
  - アンコーナ（イタリア語版、英語版） (Ancona)

- ローマ級 - 2隻
  - ローマ（イタリア語版、英語版） (Roma)
  - ヴェネツィア（イタリア語版、英語版） (Venezia)

- アフォンダトーレ (Affondatore)
- パレストロ級 - 2隻
  - パレストロ (Palestro)
  - ヴァレーゼ (Varese)

- プリンチペ・アメデオ級 - 2隻
  - プリンチペ・アメデオ（イタリア語版、英語版） (Principe Amedeo)
  - パレストロ（イタリア語版、英語版） (Palestro)

- カイオ・ドゥイリオ級 - 2隻
  - カイオ・ドゥイリオ (Caio Duilio)
  - エンリコ・ダンドロ（イタリア語版、英語版） (Enrico Dandolo)

- イタリア級 - 2隻
  - イタリア（イタリア語版、英語版） (Italia)
  - レパント（イタリア語版、英語版） (Lepanto)

- ルッジェーロ・ディ・ラウリア級 - 3隻
  - ルッジェーロ・ディ・ラウリア（イタリア語版、英語版） (Ruggiero di Lauria)
  - フランチェスコ・モロジーニ（英語版） (Francesco Morosini)
  - アンドレア・ドーリア（イタリア語版、英語版） (Andrea Doria)

前弩級戦艦
- レ・ウンベルト級 - 3隻
  - レ・ウンベルト（イタリア語版、英語版） (Re Umberto)
  - シチリア（イタリア語版、英語版） (Sicilia)
  - サルデーニャ（イタリア語版、英語版） (Sardegna)

- エマヌエレ・フィリベルト級 - 2隻[注釈 1]
  - エマヌエレ・フィリベルト（イタリア語版、英語版） (Emanuele Filiberto)[2]
  - アミラーリオ・ディ・サイント・ボン（イタリア語版、英語版） (Ammiraglio do Saint Bon)[2]

準弩級戦艦
- レジナ・マルゲリータ級[2] - 2隻
  - レジナ・マルゲリータ（イタリア語版、英語版） (Regina Margherita)[2]
  - ベネデット・ブリン (Benedetto Brin)[2]

- レジナ・エレナ級 - 4隻[3]
  - レジナ・エレナ（イタリア語版、英語版） (Regina Elena)
  - ヴィットーリオ・エマヌエーレ（イタリア語版、英語版） (Vittorio Emanuele)
  - ローマ（イタリア語版、英語版）(Roma)
  - ナポリ（イタリア語版、英語版）(Napoli)

弩級戦艦
- ダンテ・アリギエーリ (Dante Alighieri)[4]
- コンテ・ディ・カブール級 - 3隻[5]
  - コンテ・ディ・カブール (Conte di Cavour)[5]
  - ジュリオ・チェーザレ (Giulio Cesare)[5]
  - レオナルド・ダ・ヴィンチ (Leonardo da Vinci)[5]

- カイオ・ドゥイリオ級 - 2隻[6]
  - カイオ・ドゥイリオ (Caio Duilio)[6]
  - アンドレア・ドーリア (Andrea Doria)[6]

超弩級戦艦
- フランチェスコ・カラッチョロ級戦艦 - 0隻 (建造中止)

新戦艦
- ヴィットリオ・ヴェネト級 - 4隻 (1隻建造中止)[7]
  - ヴィットリオ・ヴェネト (Vittorio Veneto)
  - リットリオ (Littorio)
  - インペロ (Impero)※未完成
  - ローマ (Roma)

モニター艦
- アルフレード・カッペリーニ（イタリア語版） (Alfredo Cappellini)
- ファー・ディ・ブルーノ (Faà di Bruno)
- モンテ・グラッパ級 - 4隻
  - モンテ・グラッパ (Monte Grappa)
  - モンテ・チェンジョ (Monte Cengio)
  - モンテッロ (Montello)
  - モンテ・ノヴェーニョ (Monte Novegno)

#### 航空母艦
正規空母
- アクィラ - 0隻 (1隻建造中止)[8]

※ 建造中止：
　アクィラ (Aquila)
軽空母
- スパルヴィエロ - 0隻 (1隻建造中止)

※ 建造中止：
スパルヴィエロ (Sparviero)
V/STOL空母
- ジュゼッペ・ガリバルディ

ジュゼッペ・ガリバルディ (C551 Giuseppe Garibaldi)
- カヴール - 1隻

カヴール (C550 Cavour)
水上機母艦
- - エウローパ
  - ジュゼッペ・ミラーリア

### 水上戦闘艦

#### 巡洋艦
草創期の巡洋艦
- クリストフォロ・コロンボ (Cristoforo Colombo)
- フラヴィオ・ジョイア (Flavio Gioia)
- アメリゴ・ヴェスプッチ (Amerigo Vespucci)
- サヴォイア (Savoia)
- クリストフォロ・コロンボ (Cristoforo Colombo)

防護巡洋艦

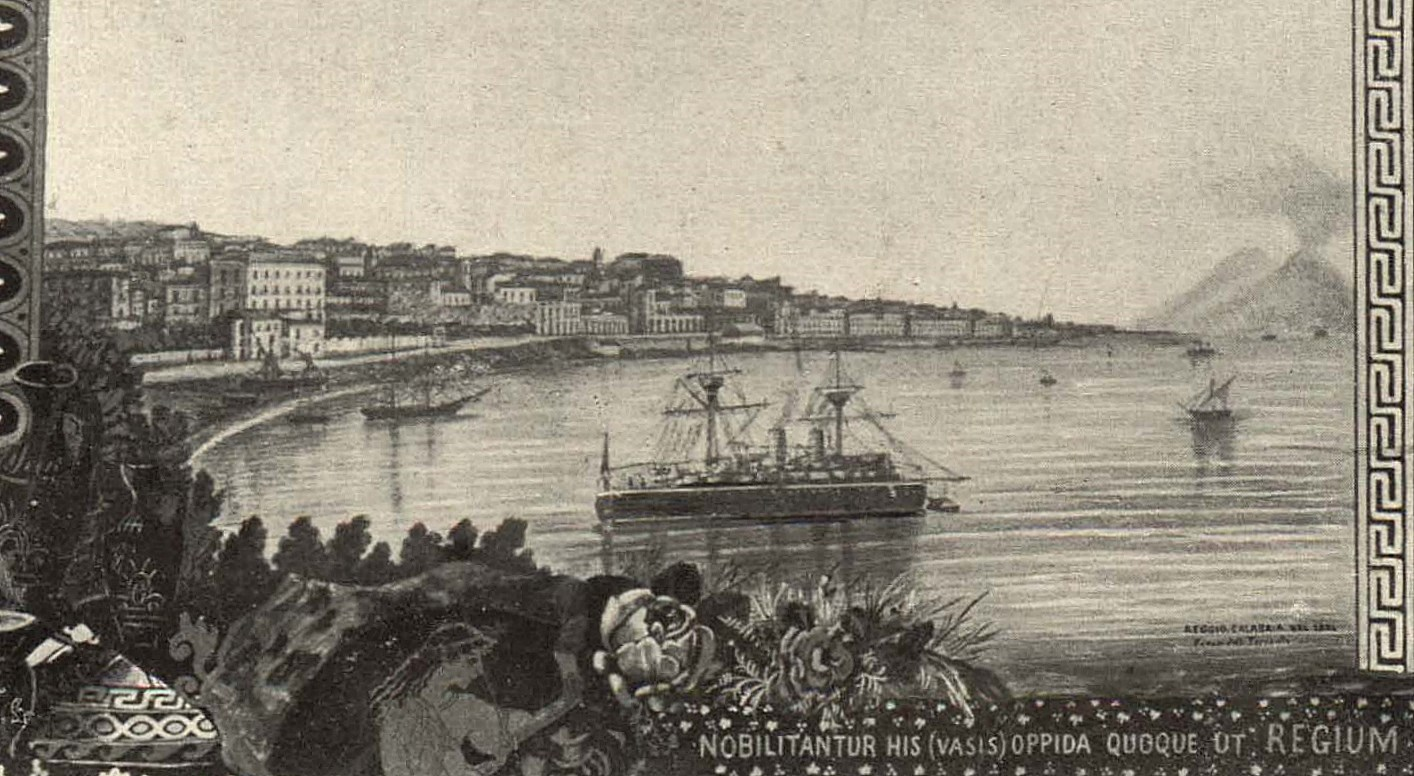
レッジョ・カラブリアで撮られたイタリア海軍の防護巡洋艦

- ジョバンニ・ボザン (Giovanni Bausan)
- エトナ級 - 3隻

エトナ (Etna)
ストロンボリ (Strombori)
ヴェズーヴィオ (Vesuvio)
- ドガリ (Dogali)
- ピエモンテ (Piemonte)
- エットーレ・フィエラモスカ (Ettre Fieramosca)
- ロンバルディア級 - 7隻

ロンバルディア (Lombardia)
カラブリア (Calabria)
エルバ (Elba)
エトルリア (Etruria)
リグーリア (Liguria)
プーリア (Puglia)
ウンブリア (Umbria)
- リビア (Libia) （建造中のトルコ防護巡洋艦「ドラマ (Drama)」を買収）[9]
- カンパーニア級 - 2隻[10]

カンパーニア (Campania)
バジリカータ (Basilicata)
水雷巡洋艦・水雷砲艦
- トリポリ (Tripoli)
- ゴイト級 - 4隻

ゴイト (Goito)
コンフィエンツァ (Confienza)
モンテベロ (Montebello)
モンツァンバノ (Monzambano)
- パルテノーペ級 - 8隻

パルテノーペ (Partenope)
アレトゥーサ (Aretusa)
カラタフィミ (Calatafimi)
カプレラ (Caprera)
エウリディチェ (Euridice)
イリデ (Iride)
ミネルヴァ (Minerva)
ウラニア (Urania)
- アゴルダト級 - 2隻

アゴルダト (Agordat)
コアティト (Coatit)
装甲巡洋艦
- マルコ・ポーロ (Marco Polo)

※ 改エトナ級防護巡洋艦から設計変更
- ヴェットール・ピザニ級 - 2隻

ヴェットール・ピザニ (Vettor Pisani)
カルロ・アルベルト (Carlo Alberto)
- ジュゼッペ・ガリバルディ級 - 3隻[11] (4隻設計変更) ※ 1～5番艦は爾・西が買収、別に改型2隻を爾→日が買収

ジュゼッペ・ガリバルディ (Giuseppe Garibaldi)
ヴァレーゼ (Varese)、フランチェスコ・フェッルッチョ (Francesco Ferruccio)
※ 設計変更：
9～10番艦→ピザ級へ
11～12番艦→サン・ジョルジョ級へ
- ピサ級 - 2隻[12]

ピサ (Pisa)、アマルフィ (Amalfi)
- サン・ジョルジョ級 - 2隻[13] ※ 後に戦艦へ

サン・ジョルジョ (San Giorgio)
サン・マルコ (San Marco)
軽巡洋艦
- ターラント (Taranto)

※ マクデブルク級《シュトラースブルク (Straßburg)》(ドイツ海軍)
- アンコーナ (Ancona)

※ グラウデンツ級《グラウデンツ (Graudenz)》(ドイツ海軍)
- バーリ (Bari)

※ エルビンク級《ピラウ (Pillau)》(ドイツ海軍)
- ヴェネツィア級 - 2隻 (旧・オーストリア、改アドミラル・スパウン級)

ヴェネツィア (Venezia) ※ 旧《ザイダ (Saida)》
ブリンディジ (Brindisi) ※ 旧《ヘルゴラント (Helgoland)》
- アルベルト・ディ・ジュッサーノ級 - 4隻

アルベルト・ディ・ジュッサーノ (Alberto di Giussano)
アルベリコ・ダ・バルビアーノ (Alberico da Barbiano)
バルトロメオ・コッレオーニ (Bartolomeo Colleoni)
ジョヴァンニ・デレ・バンデ・ネーレ (Giovanni delle Bande Nere)
- ルイージ・カドルナ級 - 2隻

ルイージ・カドルナ (Luigi Cadorna)
アルマンド・ディアス (Armando Diaz)
- ライモンド・モンテクッコリ級 - 2隻

ライモンド・モンテクッコリ (Raimondo Montecuccoli)
ムツィオ・アッテンドロ (Muzio Attendolo)
- エマヌエレ・フィリベルト・ドゥカ・ダオスタ級 - 2隻

エマヌエレ・フィリベルト・ドゥカ・ダオスタ (Emanuele Filiberto Duca d'Aosta)
エウジェニオ・ディ・サヴォイア (Eugenio di Savoia)
- ルイージ・ディ・サヴォイア・ドゥカ・デッリ・アブルッツィ級 - 2隻

ルイージ・ディ・サヴォイア・ドゥカ・デッリ・アブルッツィ (Luigi di Savoia Duca degli Abruzzi)
ジュゼッペ・ガリバルディ (Giuseppe Garibaldi)
- コスタンツォ・チャーノ級 - 0隻 (2隻計画中止)

※ 計画中止：
コスタンツォ・チャーノ (Constanzo Ciano)
ヴェネツィア (Venezia)
- エトナ級 - 0隻 (旧・泰《タクシン》級、2隻建造中止)

※ 建造中止：
エトナ (Etna) ※ 《タクシン (Taksin)》
ヴェズーヴィオ (Vesuvio) ※ 《ナレスアン (Naresuan)》
- カピターニ・ロマーニ級 - 4隻 (8隻建造中止)[14]

アッティリオ・レゴロ (Attilio Regolo)
シピオーネ・アフリカーノ (Scipione Africano)
サン・マルコ (San Marco)　※元の名前は《ジュリオ・ジェルマニコ (Giulio Germanico) 》
サン・ジョルジョ (San Giorgio)　※元の名前は《ポンぺオ・マーニョ (Pompeo Magno)》
※ 建造中止：
カイオ・マリオ (Caio Mario)
クラウディオ・ドルゾ (Claudio Druso)
クラウディオ・ティベリオ (Claudio Tiberio)
コルネリオ・シッラ (Cornelio Silla)
オッタヴィアーノ・アウグスト (Ottaviano Augusto)
パオロ・エミリオ (Paolo Emilio)
ウルピオ・トライアーノ (Ulpio Traiano)
ヴィプサニーオ・アグリッパ (Vipsanio Agrippa)
重巡洋艦
- トレント級 - 2隻[15]

トレント (Trento)
トリエステ (Trieste)
- ザラ級 - 4隻[16]

ザラ (Zara)
フィウメ (Fiume)
ゴリツィア (Gorizia)
ポーラ (Pola)
- ボルツァーノ (Bolzano)[17]

ヘリコプター巡洋艦
- アンドレア・ドーリア級 - 2隻

アンドレア・ドーリア (C553 Andrea Doria)
カイオ・ドゥイリオ (C554Caio Duilio)
- ヴィットリオ・ヴェネト (C550 Vittorio Veneto)

仮装巡洋艦・特設巡洋艦
- ラム級 - 4隻

ラム1世 (Ramb I）
ラム2世 (Ramb II）
ラム3世 (Ramb III）
ラム4世 (Ramb IV）

#### 偵察艦
- クアルト (Quarto)[9] ※ 後に巡洋艦へ変更
- ニーノ・ビクシオ級 - 2隻[18]

ニーノ・ビクシオ (Nino Bixio)
マルサーラ (Marsala)
- バーリ (Bari) ※ 後に巡洋艦へ変更
- カルロ・ミラベロ級 - 3隻[19] ※ 後に駆逐艦へ変更

カルロ・ミラベロ (Carlo Mirabello)
カルロ・アルベルト・ラッチア (Carlo Alberto Racchia)
アウグスト・リボティ (Augusto Riboty)
軽偵察艦
- アレッサンドロ・ポエリオ級 - 3隻[20]

アレッサンドロ・ポエリオ（Alessandro Poerio）※ 後に駆逐艦へ変更
チェーザレ・ロッサロール（Cesare Rossarol）
グリエルモ・ペペ（Guglielmo Pepe）※ 後に駆逐艦へ変更
- アクイラ級 - 4隻 ※ 譲渡後に駆逐艦へ変更

アクイラ
スパルヴィエロ
ニッビオ
ファルコ
- チェーザレ・ロッサロール ※ 後に駆逐艦へ変更
- プレムーダ ※ 後に駆逐艦へ変更
- レオーネ級 - 3隻(2隻計画中止) ※ 後に駆逐艦へ変更

レオーネ (Leone)
パンテーラ (Pantera)
ティグレ (Tigre)
※ 計画中止：
レオパルド (Leopardo)
リンチェ (Lince)
- ナヴィガトーリ級 - 12隻 ※ 後に駆逐艦へ変更

ルカ・タリゴ (Luca Tarigo)
アントニオット・ウゾディマーレ (Antoniotto Usodimare)
レオーネ・パンカルド (Leone Pancaldo)
アントーニオ・ダ・ノーリ (Antonio da Noli)
ランツェロット・マロチェッロ (Lanzerotto Malocello)
ウゴリーノ・ヴィヴァルディ (Ugolino Vivaldi)
エマヌエレ・ペッサーニョ (Emanuele Pessagno)
ニコローゾ・ダ・レッコ (Nicoloso da Recco)
ニコロ・ツェーノ (Nicolò Zeno)
ジョヴァンニ・ダ・ヴェッラッツァーノ (Giovanni da Verrazzano)
アルヴィーゼ・ダ・モスト (Alvise da Mosto)
アントニオ・ピガフェッタ (Antonio Pigafetta)

#### 駆逐艦
第一次世界大戦（WW I）以前の駆逐艦
- フルミーネ (Fulmine)
- ランポ級 - 6隻

ランポ (Lampo)
ダルド (Dardo)
エウロ (Euro)
フレッチャ (Freccia)
オストロ (Ostro)
ストラーレ (Strale)
- ネンボ級 - 6隻[21]

ネンボ (Nembo)
トゥルビネ (Turbine)
アクィローネ (Aquilone)
ボレア (Borea)
ゼッフィーロ (Zeffiro)
エスペロ (Espero)
- ソルダティ級 - 10隻[22]
  - 第一グループ (アルティリエーレ級)

アルティリエーレ (Artigliere)
ベルサリエーレ (Bersagliere)
コラッツィエーレ (Corazziere)
ガリヴァルディーノ (Garibaldino)
グレナティエーレ (Granatiere)
ランチェーレ (Lanciere)
- - 第二グループ (アルピーノ級)

アルピーノ (Alpino)
フチリエーレ (Fuciliere)
ポンティエーレ (Pontiere)
アスカロ (Ascaro)
- インドミト級 - 6隻[23]

インドミト (Indomito)
インパヴィド (Impavido)
インペトゥオーゾ (Impetuoso)
インシディオーゾ (Insidioso)
イントレピド (Intrepido)
イッレクィエート (Irrequieto)
- アルディート級 - 2隻[23]

アルディート (Ardito)
アルデンテ (Ardente)
WW I時の駆逐艦
- アウダーチェ級[23] - 1隻(1隻未竣工)

アウダーチェ
※ 未竣工：
アニモソ (Animoso)
- ロソリーノ・ピロ級 - 8隻[24]

ロソリーノ・ピロ (Rosolino Pilo)
ジュゼッペ・チェーザレ・アッバ (Giuseppe Cesare Abba)
ピーラデ・ブロンゼッティ (Pilade Bronzetti)
ジュゼッペ・ミッソリ (Giuseppe Missori)
アントニオ・モスト (Antonio Mosto)
イッポリト・ニエヴォ (Ippolito Nievo)
フランチェスコ・ヌッロ (Francesco Nullo)
シモーネ・シアッフィーノ (Simone Schiaffino)
- アウダーチェ (Audace) ※ 後に水雷艇へ変更
- シルトリ級 - 4隻

ジュゼッペ・シルトリ (Giuseppe Sirtori)
ジョヴァンニ・アチェルビ (Giovanni Acerbi)
ヴィンチェンツォ・ジョルダーノ・オルシーニ (Vincenzo Giordano Orsini)
フランチェスコ・ストゥッコ (Francesco Stucco)
- ラ・マーサ級 - 8隻 ※ 後に水雷艇へ変更

アンジェロ・バッシーニ (Angelo Bassini)
エンリコ・コゼンツ (Enrico Cosenz)
ジャコモ・メディチ (Giacomo Medici)
ジャコント・カリーニ (Giacont Carini)
ジュゼッペ・ラ・ファリーナ (Giuseppe La Farina)
ジュゼッペ・ラ・マーザ (Giuseppe La Masa)
ニコラ・ファブリッツィ (Nicola Fabrizi)
ベネデット・カイローリ (Benedetto Cairoli)
戦間期の駆逐艦
- ジェネラーリ級 - 6隻 ※ 後に水雷艇へ変更

ジェネラーレ・アントニオ・カントーレ (Generale Antonio Cantore)
ジェネラーレ・アントニーノ・カスチーノ (Generale Antonino Cascino)
ジェネラーレ・アントニオ・キノット (Generale Antonio Chinotto)
ジェネラーレ・カルロ・モンタナリ (Generale Carlo Montanari)
ジェネラーレ・アキッレ・パパ (Generale Achille Papa)
ジェネラーレ・マルチェロ・プレスティナリ (Generale Marcello Prestinari)
- パレストロ級 - 4隻 ※ 後に水雷艇へ変更

パレストロ (Palestro)
コンフィエンツァ (Confienza)
サン・マルティーノ (San Martino)
ソルフェリーノ (Solferino)
- クルタトーネ級 - 4隻 ※ 後に水雷艇へ変更

クルタトーネ (Curtatone)
カステルフィダルド (Castelfidardo)
カラタフィーミ (Calatafimi)
モンツァンバーノ (Monzambano)
- セラ級 - 4隻

クインティノ・セラ (Quintino Sella)
フランチェスコ・クリスピ (Francesco Crispi)
ジョヴァンニ・ニコテラ (Giovanni Nicotera)
ベッティーノ・リカーゾリ (Bettino Ricasoli)
- ナザリオ・サウロ級 - 4隻

チェーザレ・バッティスティ (Cesare Battisti)
ダニエーレ・マニン (Daniele Manin)
フランチェスコ・ヌッロ (Francesco Nullo)
ナザリオ・サウロ (Nazario Sauro)
- トゥルビネ級 - 8隻

トゥルビネ (Turbine)
アクィローネ (Aquilone)
ボレア (Borea)
エスペロ (Espero)
エウロ (Euro)
ネンボ (Nembo)
オストロ (Ostro)
ゼフィーロ (Zeffiro)
- ダルド級 - 8隻
  - 第一グループ（フレッチア級）

ダルド (Dardo)
フレッチャ (Freccia)
サエッタ (Saetta)
ストラーレ (Strale)
- - 第二グループ（フォルゴーレ級）

バレノ (Baleno)
フォルゴーレ (Folgore)
フルミーネ (Fulmine)
ランポ (Lampo)
- マエストラーレ級 - 4隻

マエストラーレ (Maestrale)
グレカーレ (Grecale)
リベッチョ (Libeccio)
シロッコ (Scirocco)
- アルフーレド・オリアーニ級 - 4隻

アルフレード・オリアーニ (Alfredo Oriani)
ヴィットーリオ・アルフィエーリ (Vittorio Alfieri)
ジョズエ・カルドゥッチ (Giosuè Carducci)
ヴィンチェンツォ・ジョベルティ (Vincenzo Gioberti)
- ソルダティ級 - 17隻(2隻建造中止)
  - 第一グループ（カミチア・ネラ級）

アヴィエーレ (Aviere)
アスカリ (Ascari)
アルティリエーレ (Artigliere)
アルピーノ (Alpino)
カミチア・ネーラ (Camicia Nera)
カラビニエーレ (Carabiniere)
グレナティエーレ (Granatiere)
コラッツィエーレ (Corazziere)
ジェニエーレ (Geniere)
フチリエーレ (Fuciliere)
ベルサリエーレ (Bersagliere)
ランチェーレ (Lanciere)
- - 第二グループ（ソルダティ級）

ヴェリーテ (Velite)
コルサロ (Corsaro)
ボンバルディエーレ (Bombardiere)
ミトラリエーレ (Mitragliere)
レジョナリオ (Legionario)
※ 未竣工：
カッリスタ (Carrista)
スクアドリスタ (Squadrista)
第二次世界大戦（WW II）時の駆逐艦
- （※未竣工）コマンダンテ・メダリエ・ドロ級

WW II後の駆逐艦
- アルティエーレ(D553 Artigliere)※旧米『ベンソン級』・『ウッドワース(DD-460 Woodworth)』
- アヴィエーレ(D554 Aviere)※旧米『グリーブス級』・『ニコルソン(DD-442 Nicholson)』
- ファンテ級(旧・米『フレッチャー級 』) - 2隻

ファンテ (D561 Fante) ※旧・『ウォーカー (DD-517 Walker)』
ジェニエーレ (D555 Geniere) ※旧・『プリチェット (DD-561 Prichett)』
- インペトゥオーゾ級 - 2隻

インペトゥオーゾ (D558 Impetuoso)
インドミト (D559 Indomito)
- インパヴィド級 - 2隻

インパヴィド (D570 Impavido)
イントレピド (D571 Intrepido)
- アウダーチェ級 - 2隻

アウダーチェ (D551 Audace)
アルディート (D550 Ardito)
- デ・ラ・ペンネ級 - 2隻

ルイージ・ドゥランド・デ・ラ・ペンネ (D560 Luigi Durand de la Penne)
フランチェスコ・ミンベッリ (D561 Francesco Mimbelli)
- アンドレア・ドーリア級 - 2隻

アンドレア・ドーリア (D553 Andrea Doria)
カイオ・ドゥイリオ (D554 Caio Duilio)

#### フリゲート
- カノーポ級（チェンタウロ級） - 4隻

カノーポ (F531 Canopo)
カストーレ (F553 Castore)
チェンタウロ (F554 Centauro)
チーニョ (F555 Cigno)
- カルロ・ベルガミーニ級 - 4隻

カルロ・ベルガミーニ (F593 Carlo Bergamini)
ヴィルジリオ・ファザン (F594 Virginio Fasan)
カルロ・マルゴッティーニ (F595 Carlo Margottini)
ルイージ・リッツォ (F596 Luigi Rizzo)
- アルピーノ級 - 2隻

アルピーノ (F580 Alpino)
カラビニエーレ (F581 Carabiniere)
- ルポ級 - 4隻

ルポ (F564 Lupo)
サジッタリオ (F565 Sagittario)
ペルセオ (F566 Perseo)
オルサ (F567 Orsa)
- アルティリエーレ級（ソルダティ級） - 4隻

アルティリエーレ (F582 Artigliere)
アヴィエーレ (F583 Aviere)
ベルサリエーレ (F584 Bersagliere)
グレナティエーレ (F585 Granatiere)
- マエストラーレ級 - 8隻

マエストラーレ (F570 Maestrale)
グレカーレ (F571 Grecale)
シロッコ (F573 Scirocco)
エウロ (F575 Euro)
リベッチオ (F572 Libeccio)
アリゼオ (F574 Aliseo)
エスペロ (F576 Espero)
ゼッフィーロ (F577 Zeffiro)
- カルロ・ベルガミーニ級 - 10隻 (うち2隻はエジプト海軍へ売却)
- 汎用型

カルロ・ベルガミーニ (F590 Carlo Bergamini)
ルイージ・リッツォ (F595 Luigi Rizzo)
フェデリコ・マルティネンゴ (F596 Federico Martinengo)
アントニオ・マルチェッリャ (F597 Antonio Marceglia)
- 汎用型 (対潜能力向上)

スパルタカス・シェルガット (F598 Spartaco Schergat)
エミリオ・ビアンキ (F589 Emilio Bianchi)
- 対潜型

ヴィルジリオ・ファサン (F591 "Virginio Fasan")
カルロ・マルゴッティーニ (F592 Carlo Margottini)
カラビニエーレ (F593 "Carabiniere")
アルピーノ (F594 "Alpino")

※ 建造後、エジプト海軍へ売却
スパルタコ・スケルガト ("Spartaco Schergat")→エジプト海軍:アッ＝ガララ(FFG1002 Al-Galala) 　
エミリオ・ビアンキ ("Emilio Bianchi")→エジプト海軍:ベレニケ(FFG-1003 Bernees)

- パオロ・タオン・ディ・レヴェル級(公式呼称・多目的哨戒艦) - 4隻（1隻建造中、2隻は竣工後インドネシア海軍へ売却）

パオロ・タオン・ディ・レヴェル(P430 Paolo Thaon di Revel)
フランシスコ・モロシニ(P431 Francesco Morosini)
ライモンド・モンテクッコリ(P432 Raimondo Montecuccoli)
ジョバンニ・デッレ・バンデ・ネッレ(P434 Giovanni dalle Bande Nere)
※建造後、インドネシア海軍へ売却
マルカントニオ・コロンナ(P433 Marcantonio colonna)→ブラウィジャヤ(320 Brawijaya)
ルジェロ・ディ・ラウリア(P435 Ruggiero di lauria)→プラブ・シリワンディ(321 Prabu Siliwandi)
※建造中
ドメニコ・ミッレリレ(P436 Domenico Millelire)

#### コルベット
- ガッビアーノ級 - 38隻(20隻未竣工、2隻計画中止)
  - 原型

ガッビアーノ (Gabbiano)
プロチェッラリア (Procellaria)
チコーニャ (Cicogna)
フォラーガ (Folaga)
コルモラーノ (Cormorano)
ペッリカーノ (Pellicano)
イビス (Ibis)
グル (Gru)
※ 未竣工：
タフェット (Tuffetto) ※ 後に独・『Uj-2222』
マランゴーネ (Marangone) ※ 後に独・『Uj-2223』
ストロラーガ (Strolaga) ※ 後に独・『Uj-2224』
アルディア (Ardea) ※ 後に独・『Uj-2225』
- - 第一グループ (アペ級)

アペ (Ape)
クリサリーデ (Crisalide)
ファルファーラ (Farfalla)
ヴェスパ (Vespa) ※ 後に独・『Uj-2221』
※ 未竣工:
カラブローネ (Calabrone)
カヴァレッタ (Cavalleta)
チカーラ (CiCala)
グリロ (Grillo)
リベッルラ (Libellula)
ルッチョーラ (Lucciola)
※ 計画中止
コッチニッリャ (Cocciniglia)
マッジョリーノ (Maggiolino)
- - 第二グループ (アンティロペ級)

ガッツェッラ (Gazzella)
カモッショ (Camoscio)
※ 未竣工:
アンティロペ (Antilope) ※ 後に独・『Uj-6082』
カプリオーロ (Capriolo) ※ 後に独・『Uj-6083』
アルチェ (Alce) ※ 後に独・『Uj-6084』
レンナ (Renna) ※ 後に独・『Uj-6085』
チェルヴォ (Cervo) ※ 後に独・『Uj-6086』
ダイーノ (Daino) ※ 後に独・『Uj-6087』
スタンベッコ (Stambecco) ※ 後に独・『Uj-6088』
- - 第三グループ (シミタッラ級)

シミタッラ (Scimitarra)
バイオネッタ (Baionetta)
※ 未竣工:
コルブリーナ (Colubrina) ※ 後に独・『Uj-205』
ボンバルダ (Bombarda) ※ 後に独・『Uj-206』
カラビーナ (Carabina) ※ 後に独・『Uj-207』
スピンガーダ (Spingarda) ※ 後に独・『Uj-208』
スクーレ (Scure) ※ 後に独・『Uj-209』
クラーヴァ (Clava)
ザガーリャ (Zagaglia)
- - 第四グループ (アルテミデ級)

アルテミデ (Artemide) ※ 後に独・『Uj-2226』
ドリアーデ (Driade)
ペルセーフォネ (Persefone) ※ 後に独・『Uj-2227』
エウテルペ (Euterpe) ※ 後に独・『Uj-2228』
ミネルヴァ (Minerva)
ダナイデ (Danaide)
ポモーナ (Pomona)
フローラ (Flora)
スフィンジェ (Sfinge)
キメラ (Chimera)
シビッラ (Sibilla)
フェニーチェ (Fenice)
ウラーニア (Urania)
ベレニーチェ (Berenice)
※ 未竣工:
エジェリア (Egeria) ※ 後に独・『Uj-201』
メルポメネ (Melpomene) ※ 後に独・『Uj-202』
テルシーコレ (Tersicore) ※ 後に独・『Uj-203』
エウリディーチェ (Euridice) ※ 後に独・『Uj-204』
- アルバトロス級 - 4隻

アルバトロス (F543 Albatros)
アルチョーネ (F544 Alcione)
アイローネ (F545 Airone)
アクィラ (F542 Aquila)
- ヴェデッタ
- センティネッラ
- ピエトロ・ディ・クリストファロ級 - 4隻

ピエトロ・ディ・クリストファロ (F540 Peter De Cristofaro)
サルヴァトーレ・トダロ (F541 Salvatore Todaro)
ウンベルト・グロッソ (F546 Umberto Grosso)
リーチョ・ヴィジンティーニ (F550 Licio Visintini)
- ミネルヴァ級 - 8隻

ミネルヴァ (F551 Minerva)
ウラーニア (F552 Urania)
ダナイデ (F553 Danaide)
スフィンジェ (F554 Sfinge)
ドリアーデ (F555 Driade)
キメラ (F556 Chimera)
フィニーチェ (F557 Fenice)
シビッラ (F558 Sibilla)

#### 通報艦
- エリトリア
- ディアナ

### 潜水艦

#### 通常動力型潜水艦

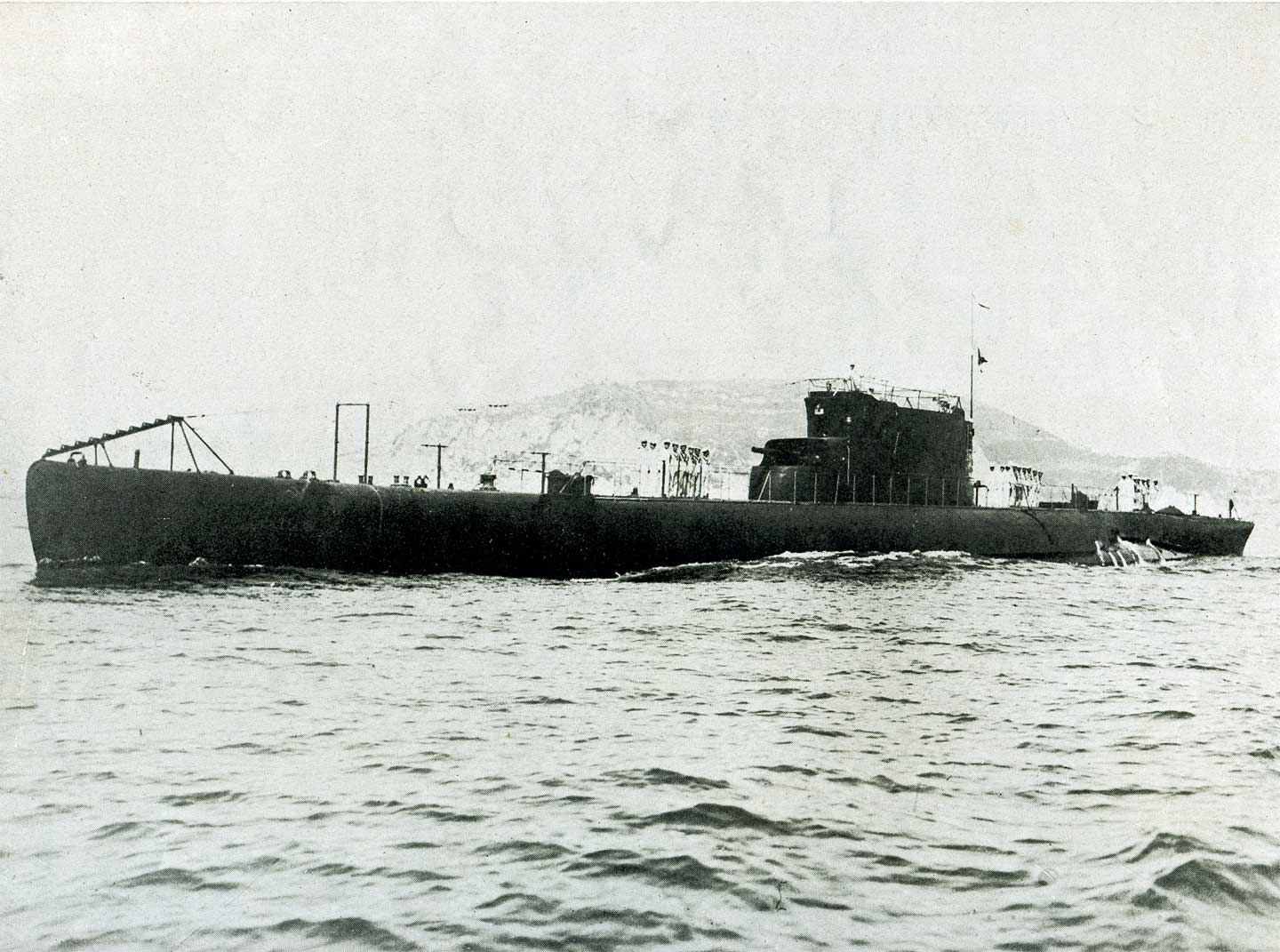
バリッラ級「ドメニコ・ミレリーレ」

WW Iまでの潜水艦
- ノーティラス級

ナウティルス (Nautilus)
ネレイデ (Nereide)
WW IIまでの潜水艦
- バリッラ級 - 4隻

バリッラ (Balilla)
アントニオ・シエザ (Antonio Sciesa)
ドメニコ・ミッレリーレ (Domenico Millelire)
エンリコ・トーティ (Enrico Toti)
- ゴッフレド・マメリ級 - 4隻

ゴッフレド・マメリ (Goffredo Mameli)
ジョヴァンニ・ダ・プロチーダ (Giovanni da Procida)
ピエル・カッポーニ (Pier Capponi)
ティト・スペリ (Tito Speri)
- ヴェットール・ピザニ級 - 4隻

ヴェットール・ピザニ (Vettor Pisani)
デ・ジェーニス (Des Geneys)
ジョヴァンニ・ボザン (Giovanni Bausan)
マルカントニオ・コロンナ (Marcantonio Colonna)
- フラテッリ・バンディエラ級 - 4隻

フラテッリ・バンディエラ (Fratelli Bandiera)
チロ・メノッティ (Ciro Menotti)
ルチャーノ・マナラ (Luciano Manara)
サントーレ・サンタローザ (Santorre Santarosa)
- スクァーロ級 - 4隻

スクァーロ (Squalo)
デルフィーノ (Delfino)
ナルヴァロ (Narvalo)
トリケーコ (Tricheco)
- マルカントニオ・ブラガディン級 - 2隻

マルカントニオ・ブラガディン (Marcantonio Bragadin)
フィリッポ・コッリドーニ (Filippo Corridoni)
- エットーレ・フィエラモスカ (Ettore Fieramosca)
- アルゴナウタ級 - 7隻

アルゴナウタ (Argonauta)
フィザリア (Fisalia)
ヤレア (Jalea)
ヤンティナ (Jantina)
メドゥーサ (Medusa)
サルバ (Salpa)
セルペンテ (Serpente)
- ルイージ・セッテンブリーニ級 - 2隻

ルイージ・セッテンブリーニ (Luigi Settembrini)
ルッジェーロ・セッティモ (Ruggiero Settimo)
- シレナ級 - 12隻

シレナ (Sirena)
アメティスタ (Ametista)
アンフィトリーテ (Anfitrite)
ディアマンテ (Diamante)
ガラテア (Galatea)
ナイアデ (Naiade)
ネレイデ (Nereide)
オンディナ (Ondina)
ルビノ (Rubino)
ズメラルド (Smeraldo)
トパツィオ (Topazio)
ザッフィーロ (Zaffiro)
- アルキメーデ級 - 4隻

アルキメーデ (Archimede) ※ 後に西・『ジェネラル・モーラ』　(General Mola)
エヴァンジェリスタ・トリチェリ (Evangelista Torricelli) ※ 後に西・『ジェネラル・サンジョルジョ』　(General Sanjurjo)
ガリレオ・ガリレイ (Galileo Galilei)
ガリレオ・フェラリス (Galileo Ferraris)
- ピエトロ・ミッカ (Pietro Micca)

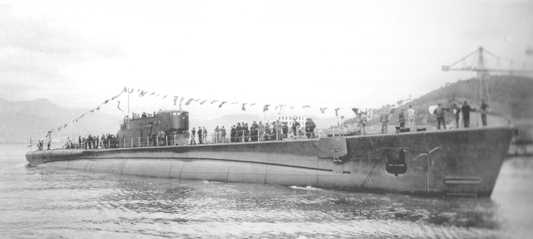
ピエトロ・カルヴィ級エンリコ・タッツオーリ

- グラウコ級 - 2隻

グラウコ (Glauco)
オタリア (Otaria)
- ピエトロ・カルヴィ級 - 3隻

ピエトロ・カルヴィ (Pietro Calvi)
エンリコ・タッツォーリ (Enrico Tazzoli)
ジュゼッペ・フィンツィ (Giuseppe Finzi)
- ペルラ級 - 10隻

ペルラ (Perla)
アンブラ (Ambra)
ベリッロ (Berillo)
コラッロ (Corallo)
ディアスプロ (Diaspro)
ジェンマ (Gemma)
イリデ (Iride)
マラキーテ (Malachite)
オニーチェ (Onice)
トゥルケーゼ (Turchese)
- アドゥア級 - 17隻

アドゥア (Adua)
アラジ (Alagi)
アラダム (Aradam)
アシアンギ (Ascianghi)
アクスム (Axum)
ベイルル (Beilul)
ダガブール (Dagabur)
デッシエ (Dessié)
ドゥルボ (Durbo)
ゴンダル (Gondar)
ラフォーレ (Lafolé)
マカレ (Macallé)
ネゲリ (Negheli)
シレ (Sciré)
テンビエン (Tembien)
ウアルシエク (Uarsieck)
ウエビ・セベリ (Uebi Scebeli)
- アルゴ級 - 2隻

アルゴ (Argo)
ヴェレッラ (Velella)
- フォカ級 - 3隻

フォカ (Foca)
アトロポ (Atropo)
ゾエア (Zoea)
- マルチェッロ級 - 11隻

マルチェッロ (Marcello)
アンジェロ・エモ (Angelo Emo)
バルバリーゴ (Barbarigo)
エンリコ・ダンドロ (Enrico Dandolo)
フランチェスコ・モロジーニ (Francesco Morosini)
ラッザロ・モチェニーゴ (Lazzaro Mocenigo)
ナーニ (Nani)
プロヴァナ (Provana)
セバスティアーノ・ヴェニエロ (Sebastiano Veniero)
コマンダンテ・カッペッリーニ (Comandante Cappellini)
コマンダンテ・ファー・ディ・ブルーノ (Comandante Faà di Bruno)
- ブリン級 - 5隻

ベネデット・ブリン (Benedetto Brin)
グリェルモッティ (Guglielmotti)
ルイージ・ガルヴァニ (Luigi Galvani)
アルキメーデ (Archimede)
エヴァンジェリスタ・トリチェリ (Evangelista Torricelli)
- リウッツィ級 - 4隻

コンソーレ・ジェネラーレ・リウッツィ (Console Generale Liuzzi)
アルピーノ・バニョリーニ (Alpino Bagnolini)
カピターノ・タランティーニ (Capitano Tarantini)
レジナルド・ジュリアーニ (Reginaldo Giuliani)
- グリエルモ・マルコーニ級 - 6隻

グリエルモ・マルコーニ (Guglielmo Marconi)
アレッサンドロ・マラスピナ (Alessandro Malaspina)
レオナルド・ダ・ヴィンチ (Leonardo da Vinci)
ルイージ・トレッリ (Luigi Torelli) ※ 後に独・『UIT25』。更に日・『伊号第五〇四潜水艦』
マッジョーレ・バラッカ (Maggiore Baracca)
ミケーレ・ビアンキ (Michele Bianchi)
- アミラリオ級 - 4隻

アミラリオ・カーニ (Ammiraglio Cagni )
アミラリオ・カラッチョーロ (Ammiraglio Caracciolo)
アンミラーリョ・ミッロ (Ammiraglio Millo)
アンミラーリョ・サン・ボン (Ammiraglio Saint Bon)
- アッチャイーオ級 - 13隻

アッチャイーオ (Acciaio)
アラバストロ (Alabastro)
アルジェント (Argento)
アステリア (Asteria)
アヴォリオ (Avorio)
ブロンゾ (Bronzo)
コバルト (Cobalto)
ジャーダ (Giada)
グラニト (Granito)
ニケリオ (Nichelio)
プラティノ (Platino)
ポルフィド (Porfido)
ヴォルフラミオ (Volframio)
- フルット級 - 9隻（未竣工39隻）
  - 第一シリーズ

フルット (Flutto)
ゴルゴ (Gorgo)
マレア (Marea)
ムレナ (Murena)
ナウティロ (Nautilo)
スパリーデ (Sparide)
トリトーネ (Tritone)
ヴォルティーチェ (Vortice)
※ 未竣工:
チュルニア (Cernia)
デンティーチェ (Dentice)
グロンゴ (Grongo) ※ 後に独・『UIT-20』
スピーゴラ (Spigola)
- - 第二シリーズ

バリオ (Bario)
※ 未竣工:
アッルミーニオ (Alluminio)
アミアント (Amianto)
アンティモーニオ (Antimonio)
カドミオ (Cadmio)
クローモ (Cromo)
フェッロ (Ferro) ※ 後に独・『UIT-12』
フォスフォロ (Fosforo)
イリディオ (Iridio)
リティオ (Litio) ※ 後に独・『UIT-8』
マグネジオ (Magnesio)
マンガネゼ (Manganese)
メルクリオ (Mercurio)
オロ (Oro)
オットーネ (Ottone)
ピオンボ (Piombo) ※ 後に独・『UIT-13』
ポタッシオ (Potassio) ※ 後に独・『UIT-10』
ラーメ (Rame) ※ 後に独・『UIT-11』
ルテニーオ (Rutenio)
シリーチョ (Silicio)
ソディオ (Sodio) ※ 後に独・『UIT-9』
ヴァナディオ (Vanadio)
ジンコ (Zinco) ※ 後に独・『UIT-14』
ゾルフォ (Zolfo)
- - 第三シリーズ

※ 未竣工:
アッティーニオ (Attinio)
アゾト (Azoto)
ブロモ (Bromo)
カルボーニオ (Carbonio)
エリオ (Elio)
モリブデノ (Molibdeno)
オジモ (Osimo)
オッシジェノ (Ossigeno)
プルトーニオ (Plutonio)
ラディオ (Radio)
セレーニオ (Selenio)
トゥングステノ (Tungsteno)
WW II後の潜水艦
- 旧アメリカ海軍「バラオ級」 - 2隻

アルフレード・カッペッリーニ (S507 Alfredo Cappellini) ※ 旧「キャピタイン」（SS-336 Capitaine）
フランチェスコ・モロジニ (S508 Francesco Morosini) ※ 旧「ベスゴ」（SS-321 Besugo）
- 旧アメリカ海軍「ガトー級」 - 2隻

レオナルド・ダ・ヴィンチ (S510 Leonardo Da Vinci) ※ 旧「デイス」（SS-247 Dace）
エンリコ・タッツォーリ (S511 Enrico Tazzoli) ※ 旧「バーブ」（SS-220 Barb）
- エンリコ・トーティ級 - 4隻

エンリコ・トーティ (S506 Enrico Toti)
アッティッリオ・バニョリーニ (S505 Attillio Bagnolini)
エンリコ・ダンドロ (S513 Enrico Dandolo)
ラッザロ・モチェニーゴ (S514 Lazzaro Mocenigo)
- サウロ級 - 8隻
  - 第一シリーズ

ナザリオ・サウロ (S518 Nazario Sauro)
カルロ・フェーチャ・ディ・コッサート (S519 Carlo Fecia di Cossato)
- - 第二シリーズ

レオナルド・ダ・ヴィンチ (S520 Leonardo Da Vinci)
グリエルモ・マルコーニ (S521 Guglielmo Marconi)
- - 第三シリーズ

サルヴァトーレ・ペロージ (S522 Salvatore Pelosi)
ジュリアーノ・プリーニ (S523 Giuliano Prini)
- - 第四シリーズ

プリモ・ロンゴバルド (S524 Primo Longobardo)
ジャンフランコ・ガッザーナ＝プリアロッジャ (S525 Gianfranco Gazzana-Priaroggia)
- 212A型 (サルヴァトーレ・トダロ級) - 4隻

サルヴァトーレ・トーダロ (S526 Salvatore Todaro)
シレ (S527 Sciré)
ピエトロ・ヴェヌーティ (S528 Pietro Venuti)
ロメオ・ロメイ (S529 Romeo Romei)

### 機雷戦艦艇

#### 掃海艦艇
機雷掃討艇
- レーリチ級 - 4隻

レーリチ (M5550 Lerici)
サプリ (M5551 Sapri)
ミラッツォ (M5552 Milazzo)
ヴィエステ (M5553 Vieste)
- ガエータ級 - 8隻

ガエータ (M5554 Gaeta)
テルモリ (M5555 Termoli)
アルゲーロ (M5556 Alghero)
ヌマナ (M5557 Numana)
クロトーネ (M5558 Crotone)
ヴィアレッジョ (M5559 Viareggio)
キオッジャ (M5560 Chioggia)
リミニ (M5561 Rimini)
機動掃海艇
- RDV

#### 敷設艦艇
敷設艦
- ジャゾーネ(Giasone)

### 両用戦艦艇

#### 揚陸艦艇
強襲揚陸艦
- サン・ジョルジョ級 - 2隻

サン・ジョルジョ (L9892 San Giorgio)
サン・マルコ (L9893 San Marco)
- サン・ジュスト (L9894 San Giusto)
- トリエステ（L9890 Trieste）[1]

#### 輸送艦艇
輸送潜水艦
- R級 - 2隻(未竣工9隻)

ロモロ (Romolo)
レモ (Remo)
※ 未竣工:
R3
R4
R5
R6
R7 ※ 後に独・『UIT-4』
R8 ※ 後に独・『UIT-5』
R9 ※ 後に独・『UIT-6』
R10 ※ 後に独・『UIT-1』
R11 ※ 後に独・『UIT-2』
R12 ※ 後に独・『UIT-3』

### 哨戒艦艇

#### 哨戒・警備艦艇
水雷艇
- スピカ級 - 32隻
  - 原型

アストーレ ([Astore)
スピカ (Spica)
- - 第一グループ （クリメネ級）

カノーポ (Canopo)
カシオペア (Cassiopea)
カストーレ (Castore)
チェンタウロ (Centauro)
チーニョ (Cigno)
クリメネ (Climene)
- - 第二グループ （ペルセオ級）

アルデバラン (Aldebaran)
アルテア (Altair)
アンドロメダ (Andromeda)
アンターレス (Antares)
ペルセオ (Perseo)
サジッタリオ (Sagittario)
シリオ (Sirio)
ヴェガ (Vega)
- - 第三グループ （アルチオーネ級）

アイローネ (Airone)
アルチョーネ (Alcione)
アレトゥーザ (Aretusa)
アリエール (Ariel)
カリプソ (Calipso)
カッリオペ (Calliope)
チルチェ (Circe)
クリオ (Clio)
リーブラ (Libra)
リンチェ (Lince)
リーラ (Lira)
ルポ (Lupo)
パッラーデ (Pallade)
パルテノペ (Partenope)
プレイアディ (Pleiadi))
ポッルーチェ (Polluce)
- アリエテ級 - 14隻(2隻未竣工)

アラバルダ (Alabarda)
アリエテ (Ariete)
アルトゥーロ (Arturo)
アウリーガ (Auriga)
ダガ (Daga)
ドラゴーネ (Dragone)
エリダーノ (Eridano)
グラディオ (Gladio)
ランチャ (Lancia)
プニャーレ (Pugnale)
リジェル (Rigel)
スパーダ (Spada)
スピカ (Spica)
ステッラ・ポラーレ (Stella Polare)
※ 未竣工:
バレストラ (Balestra) ※ 後に独・『TA47』
フィオンダ (Fionda) ※ 後に独・『TA46』
- オルサ級 - 4隻

オルサ (Orsa)
ペガゾ (Pegaso)
オリオーネ (Orione)
プロチョーネ (Procione)
- アニモソ級 - 16隻

アリゼオ (Aliseo)
アニモゾ (Animoso)
アルデンテ (Ardente)
アルディメントーゾ (Ardimentoso)
アルディート (Ardito)
チクローネ (Ciclone)
フォルトゥナーレ (Fortunale)
ギブリ (Ghibli)
グロッポ (Groppo)
インパヴィド (Impavido)
インペトゥオーゾ (Impetuoso)
インドミト (Indomito)
イントレピド (Intrepido)
モンソーネ (Monsone)
ティフェーネ (Tifone)
ウラガーノ (Uragano)
魚雷艇
- MAS
- MS

駆潜艇
- VAS

哨戒艇
- エスプラトーレ級 - 4隻

エスプラトーレ (P405 Esploratore)
センティネッラ (P406 Sentinella)
ヴェデッタ (P407 Vedetta)
スタッフェッタ (P408 Staffetta)
- フォルゴーレ (P490 Folgore)
- ランポ級 - 2隻

ランポ (P491 Lampo)
バレーノ (P492 Baleno)
- フレッチア級 - 2隻

フレッチャ (P493 Freccia)
サエッタ (P494 Saetta)
哨戒艦
- カシオペア級 - 4隻

カッシオペア (P401 Cassiopea)
リーブラ (P402 Libra)
スピカ (P403 Spica)
ヴェガ (P404 Vega)
- シリオ級 - 2隻

シリオ (P409 Sirio)
オリオーネ (P410 Orione)
- エスプラトーレ級 - 4隻

エスプラトーレ (P405 Esploratore)
センティネッラ (P406 Sentinella)
ヴェデッタ (P407 Vedetta)
スタッフェッタ (P408 Staffetta)
- コマンダンテ級　- 4隻

コマンダンテ・チガーラ・フルゴージ (P490 Comandante Cigala Fulgosi)
コマンダンテ・ボルシーニ (P491 Comandante Borsini)
コマンダンテ・ベッティカ (P492 Comandante Bettica)
コマンダンテ・フォスカリ (P493 Comandante Foscari)
ミサイル艇
- スパルヴィエロ級 - 8隻

スパルヴィエロ (P420 Sparviero)
ニッビオ (P421 Nibbio)
ファルコーネ (P422 Falcone)
アストーレ (P423 Astore)
グリフォーネ (P424 Grifone)
ゲッピオ (P425 Gheppio)
コンドル (P426 Condor)
サエッティア (P920 Saettia)

### 補助艦艇

#### 補給艦艇
補給艦
- ストロンボリ級 - 2隻

ストロンボリ (A5327 Stromboli)
ヴェスヴィオ (A5329 Vesuvio)
- エトナ (A5326 Etna)
- ヴルカノ級（英語版） - 2隻[25]

ヴルカノ（Vulcano）
アトランテ（Atlante）

#### 支援艦艇
救難艦
- アンテオ (A5309 Anteo)

#### 練習船・練習艦
練習帆船
- アメリゴ・ベスプッチ：1931年に進水し、2024年時点で現役[26]。

#### その他
測量艦
- ニンフェ級 - 2隻

ニンフェ (A5304 Ninfe)
ガラテア (A5305 Galatea)
多用途支援艦
- エレットラ (A5340 Elettra)